# Красное на чёрном
«Кра́сное на чёрном» — песня рок-группы «Алиса» из альбома «Блок ада» 1987 года. Песня стала знаковой — она является «гимном» «Алисы», а красный и чёрный цвета используются в качестве символов самой группой и людьми, увлекающимися её творчеством.
«Алиса» исполняет «Красное на чёрном»  на каждом сольном концерте.

## Написание
Константин Кинчев сказал, что «Красное на чёрном» не мучила его, написалась очень легко и сразу, и появилась после того, как в его голове крутился мотив песни группы Kiss «I Was Made For Lovin' You». Также он добавил, что у него было ощущение, что песня, как и «Мы вместе», будет чем-то вроде визитной карточки группы.
Текст песни определил фирменные цвета «Алисы» и её поклонников, которых часто называют «чёрно-красными». По словам лидера группы «чёрный» и «красный» возникли ещё до альбома «Блок ада» и были его цветами, с которыми он пришёл в «Алису».
В одном из интервью Константина Кинчева спросили, повлиял ли на рождение песни роман Стендаля «Красное и чёрное», и он ответил, что если это и было, то только на уровне подсознания.

## Понимание
В интервью передаче «Взгляд из Нижнего» Константин Кинчев сказал, что «все воспринимают песни в силу своего интеллекта и социальной принадлежности по-разному». Так однажды человек, побывавший в тюрьме, спросил у него: «слушай, круто: то есть чёрный — это воровская каста, а красный — это суки, ты об этом же писал?», на что лидер «Алисы» ответил: «да чёрт его знает».
После этого он объяснил, что в этом и есть кайф творчества: чтобы не говорить «я сказал вот так», а оставлять возможность для мысли, оставлять драгоценный камень неогранённым — каждый может нарисовать свою грань.
На официальном сайте группы «Алиса», отвечая на вопрос о песне Константин Кинчев сказал:

В песне «Красное на чёрном» я имел в виду не древнеиранского реформатора, а персонажа «Книги для всех и ни для кого» Фридриха Ницше. Дело в том, что «провозвестнику молнии и тяжелой капли из тучи», сверхчеловеку Заратустре и иже с ним, с понтом преодолевшим человека в себе, на мой взгляд, как раз и не хватало самой малости, а именно — смирения. В этой песне я пытаюсь сопоставить несопоставимое и прочитать в глазах гордеца спасительное для души чувство. И как холодный душ, трезвящий заигравшихся, возникает пощёчина, тоже на первый взгляд, несопоставимая с Господом нашим Иисусом Христом. Эта песня — всего лишь отражение той борьбы, которая происходила, да чего там греха таить, и происходит в моем сердце. Такие дела.

Также строфа из песни «Воздух» из альбома «Блок ада» даёт некоторую подсказку:
...

Чёрно-красный мой цвет,

Но он выбран, увы, не мной.

Кто-то очень похожий на стены

Давит меня собой.

Я продолжаю петь чьи-то слова,

Но всё же, кто играет мной, а?

...
Ольга Фёдорова в своей статье «Константин Кинчев: семь шагов за горизонт» пишет, что «основная мысль, которую мы имеем, это вовсе не „Красное на чёрном, угу!!! Ага!!!“», а мысль эта заключается в том, что лидер «Алисы» «ищет огонь». Также она пишет, что сочетание цветов очень красивое.
Сайт kiev.orthodox.com в статье «Кинчев новый — в молитве радеть» рассуждает о строчке «На Кресте не спекается кровь»: «И это уже можно понимать, как и то, что мы своими грехами и нелюбовью к Господу продолжаем распинать Его, или как то, что Бог скорбит о нас постоянно, Кровь Голгофской Жертвы продолжает литься, Господь всегда протягивает нам руку Спасения, хотя по человеческим меркам Он давно должен был отвернуться от нас».
Сергей Рязанов в статье «Неверующий во Христа подвластен року?» даёт ещё один вариант понимания песни: «по Кинчеву — это схема нашей жизни, её основные цвета: в мире людском настолько мало белого цвета, что мы уже не в состоянии брать его за эталон противопоставления чёрному», «жизнь Кинчева была насквозь пропитана красным цветом советской пропаганды и застоя».

## Издания
«Красное на чёрном» выходила на студийных альбомах:
- «Блок ада» (на виниле сам альбом был разбит на две части: «чёрное» и «красное»)
- «Шабаш»

На концертных альбомах:
- «Пляс Сибири на берегах Невы»
- «Мы вместе XX лет»
- «Звезда по имени Рок»
- «Акустика. Часть 4»
- «Шабаш. XX лет»

## Отзывы
Ольга Фёдорова в своей статье «Константин Кинчев: семь шагов за горизонт» пишет, что «Красное на чёрном» — это бессмертный хит.
Нина Барановская в книге «По дороге в рай» говорит, что в тексте песни «отчётливо и художественно закончено проявилось то, что впоследствии станет определяющим моментом во всем творчестве Константина Кинчева»: «здесь обозначилось то, в чём до поры до времени он сам вряд ли отдавал себе отчёт — тяготение к очень древним корням, стремление стать в один ряд со всеми многовековыми накоплениями культуры, соотнести себя именно с русским типом культуры».
В статье «Солнце на хоругвях» Нина Барановская хвалит соло Андрея Шаталина в песне «Красное на чёрном», комментируя, что он «умудряется так играть на такой захудалой гитаре».
Сайт Звуки.ру пишет, что в песне «очень задавленные гитары», и Константин Кинчев ответил, что «именно поэтому на сведении как-то всё и „мылилось“, чтобы и не было нестройняк слышно». Весь альбом был записан за два дня и сведён за один, а участники в то время иногда позволяли себе выпить.